# Iradam
Iradam is een Pools historisch merk van motorfietsen.
Na de Tweede Wereldoorlog ontwikkelde de Poolse ingenieur (Ir.) Adam Gluchowsky een motorfiets met een bijzonder plaatframe. Het bestond uit een koker die van het balhoofd in een boog naar de achterbrug liep en waarin het tweetaktblok was bevestigd. Er was kennelijk wel interesse voor de motor, vooral van Britse fabrikanten, maar hij ging nooit in productie.